# K-Wagen (Großkampfwagen)
Der K-Wagen (Kolossal-Wagen, auch Großkampfwagen) war ein deutsches Panzerprojekt aus dem Ersten Weltkrieg.

## Geschichte

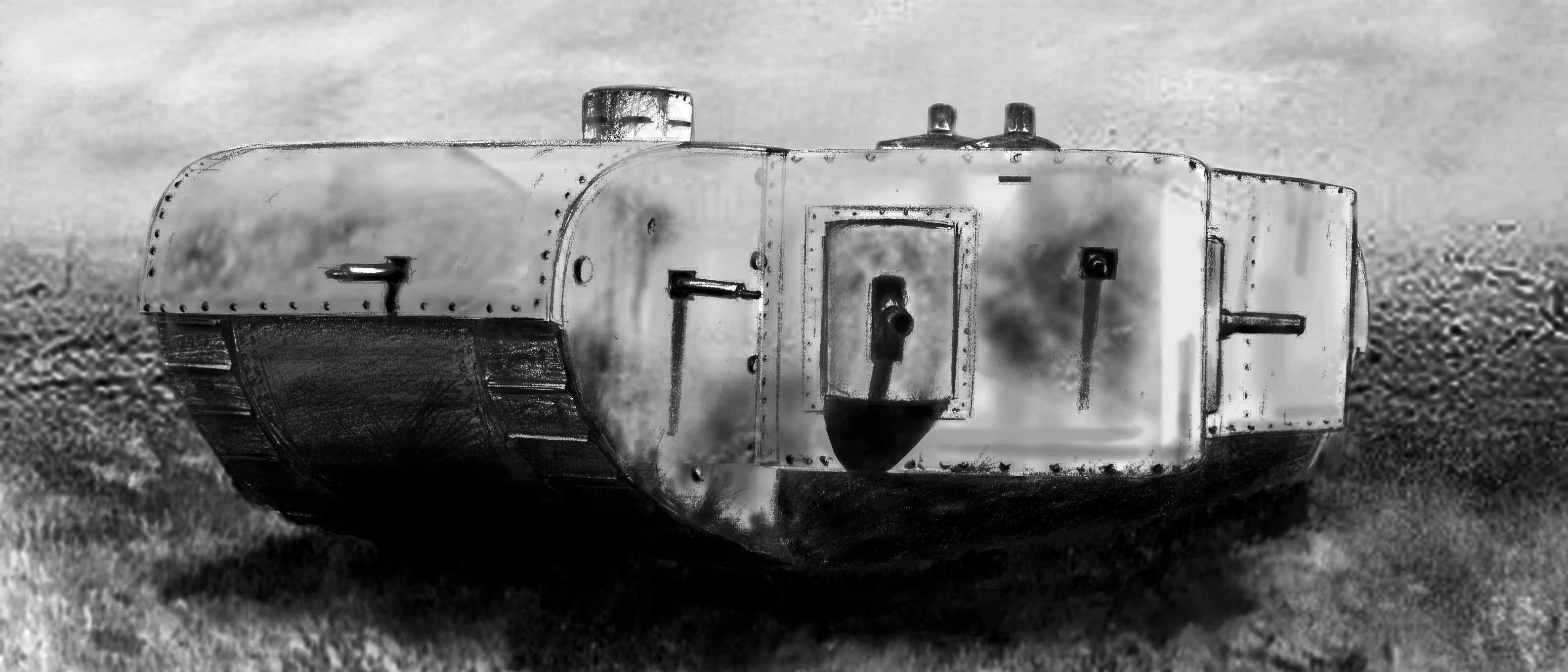
K-Wagen (Zeichnung)

Die Entwicklung des K-Wagens wurde bereits vor Fertigstellung der ersten A7V begonnen. Der Auftrag wurde am 31. März 1917 erteilt und der Bau erfolgte bei Wegmann & Co. in Kassel. Das Design des Großkampfwagens wurde von Joseph Vollmer, einem Hauptmann der Reserve und Ingenieur der Verkehrstechnischen Prüfungskommission, sowie einem Hauptmann Weger ausgearbeitet. Der Großkampfwagen sollte ursprünglich ca. 13 m lang und mehr als 100 t schwer sein, von zwei Motoren von je 200 PS angetrieben werden und eine Besatzung von 27 Mann haben (Kommandant, Artillerieoffizier, zwei Fahrer, zwei Maschinisten, zwölf Kanoniere, acht Maschinengewehrschützen und ein Signalist). Die Panzerung sollte bis zu 3 cm stark sein. Als Bewaffnung waren vier 77-mm-Kanonen und sieben Maschinengewehre vorgesehen (zuerst hatte man zwei Flammenwerfer geplant). Im Laufe der Entwicklung stieg das Gewicht auf 140 bis 150 t, die Motorisierung wurde auf 2 × 650 PS erhöht. Durch eine Verkürzung des Fahrzeugs wurde das Gewicht wieder auf 120 t reduziert. Durch ständige Verzögerungen wurde keines der zehn geplanten Fahrzeuge fertiggestellt. Eines war fast zur Auslieferung gelangt und ein weiteres war fast fertig, jedoch ohne Motoren. Die (provisorische) deutsche Führung der Nachkriegszeit bat die Alliierten um eine Probefahrt, musste jedoch beide Panzer verschrotten lassen.